# نويفيد
نويويد (بالألمانية: Neuwied) هي بلدة ألمانية تقع في ألمانيا في راينلند بالاتينات. يقدر عدد سكانها بـ 65,760 نسمة و تطل على نهر الراين

## المدن التوأمة
مدن غوتزرو، ألمرية، منطقة بروملي، مجلس إقليمي شارون الجنوب [الإنجليزية] و بيفيرفايك هي مدن توأمة لـنويويد.

## أعلام
- ماكس والشيد
- هيرمان هيبل
- كارمن سيلفا
- فريدريش وولف
- حسن علي كلديريم